# Самен
Саме́н (каз. Самен) — село у складі Кербулацького району Жетисуської області Казахстану. Входить до складу Жоламанського сільського округу.
Населення — 111 осіб (2021; 235 у 2009, 231 у 1999, 186 у 1989).